# Wihtred
Wihtred va ser rei de Kent aproximadament entre l'any 690 fins a la seva mort el 725. Va arribar al poder després d'una crisi de govern caracteritzada per reis de poca durada i poc suport, els darrers: Oswine i Swæfheard. Va voler augmentar el seu prestigi elaborant un nou codi legal, que sembla estar fet en col·laboració amb el d'Ine de Wessex.

## Ascens al tron
Beda descriu la seva arribada al tron dient que era el «rei de ple dret», i que «va alliberar la nació d'invasors estrangers amb la seva devoció i saber fer». Oswine també era descendent de família reial i argumentava que tenia dret al tron; per tant els historiadors moderns pensen que els comentaris que va fer Beda no eren imparcials. El subministrador d'informació amb relació a Kent que tenia Beda, era Albinus, abat del monestir de sant Pere sant Pau (que després va canviar el nom per abadia de Sant Agustí) de Canterbury, i el seu punt de vista està clarament influït pels ulls d'un eclesiàstic.
Hi ha dues cartes de donacions que proporcionen indicis sobre la data d'ascensió al tron de Wihtred. Una és de l'abril del 697, i diu que Wihtred estava llavors en el sisè any del seu regnat, per tant es pot deduir que la seva ascensió va ser entre l'abril del 691 i l'abril del 692. L'altra carta, datada el 17 de juliol del 694, diu que era el quart any del seu regnat, cosa que aproxima la data de l'ascens entre el juliol del 690 i el juliol del 691. El període que coincideix amb el que es dedueix de les dues cartes és entre l'abril i el juliol del 691. Una altra manera de saber l'inici del seu regnat és coneixent la durada que va tenir, que segons Beda van ser trenta-quatre anys i mig: com que va morir el 23 d'abril del 725, la data probable seria a finals de l'any 690.
Al començament el regne va estar repartit, Wihtred governava la part oriental, mentre que Swæfheard ho feia a la part occidental. Quan Beda narra l'elecció de Beorhtwald per al càrrec d'arquebisbe de Canterbury el juliol del 692, diu que Swæfheard i Wihtred eren els reis de Kent, però després d'aquesta data Swæfheard ja no torna a ser esmentat en cap document històric. Sembla que el 694 Wihtred era l'únic governant de Kent, tot i que podria ser que el seu fill col·laborés en afers relacionats amb la regió occidental, com havia fet Swæfheard. Es creu que Wihtred va tenir tres esposes: La primera es deia Cynegyth, però en un document del 696 s'esmenta a Æthelburh com a consort del rei, l'anterior probablement va morir o se'n va divorciar després d'un breu període; cap a finals del seu regnat, consta el nom d'una altra esposa, Wærburh, juntament al seu fill, Alric.
Va ser el 694 quan Wihtred va fer les paus amb Ine de Wessex. El predecessor d'Ine, Cædwalla, havia envaït Kent i instal·lat el seu germà Mul com a rei, però la gent de Kent el van cremar viu. Wihtred va acordar el pagament d'una compensació per l'assassinat. En algunes versions de la Crònica anglosaxona es diu que el pagament va consistir en «tres mil» i en d'altres «tres mil lliures», que potser es van pagar en sceattas.

## Legislació
El primer codi legal emès per un rei anglosaxó és el d'Etelbert de Kent que data del 602 o del 603. Entre el 670 i el 680, es va publicar un altre amb els noms dels reis Hlothhere i Eadric de Kent. El següent codi va ser obra conjunta de Wihtred i d'Ine de Wessex.
La data del codi legal de Wihtred és desconeguda, però hi ha motius per creure que es va publicar el 6 de setembre del 695, mentre que el d'Ine és del 694 o poc abans. Alguns fets indiquen que ambdós codis es van fer en col·laboració. A banda de la coincidència en les dates de publicació, està el fet que una clàusula apareix redactada gairebé de manera idèntica en els dos codis. Un altre senyal que crida l'atenció és l'ús d'un terme propi del vocabulari dels saxons de l'oest, la paraula gesith(«noble»), quan a Kent es feia servir el terme eorlcund per al mateix concepte, fet que només s'explica si el que ho va redactar era de Wessex, un senyal més que ambdós codis van ser un treball de col·laboració. És possible que Ine i Wihtred fessin aquest codi per a donar-se prestigi i per restablir l'autoritat després que en els respectius països s'haguessin viscut períodes d'inestabilitat.
Les lleis de Wihtred es van emetre a Berghamstyde, un lloc desconegut que podria ser l'actual Bearsted, a 3,2 km de la ciutat de Maidstone. La major part de les lleis tenen a veure amb qüestions religioses, llevat de les quatre darreres (d'un total de vint-i-vuit). En la primera clàusula del codi s'allibera l'Església de pagar taxes. En les clàusules següents s'especifiquen les multes per: matrimonis irregulars, cultes pagans, treballar en el dia sagrat, trencar el dejuni manat per l'Església, entre altres coses; també defineix quins tipus de persones podien exculpar-se fent un jurament davant duna acusació, ja que la seva paraula es consideraria fiable. Bertwald, arquebisbe de Canterbury, va estar present en l'assemblea que va idear les lleis i també Gefmund, el bisbe de Rochester, per això són unes lleis consensuades amb el punt de vista eclesiàstic que equiparen els bisbes i sacerdots als nobles.
Els privilegis donats a l'Església són notables: A més d'estar exempts de pagar impostos, el jurament d'un bisbe és inqüestionable com el del rei, i l'Església rep el mateix nivell de compensació per ser víctimes de la violència que rebria el rei. Segons alguns autors això donava a l'Església un poder molt gran, que «no es pot qualificar de coordinat amb el del rei de Kent», i que segons d'altres «pressuposava un grau alarmant de poder». Tanmateix, la presència de clàusules on es preveien multes pel qui fes «sacrificis als dimonis» deixa clar que, encara que el cristianisme era la religió dominant, les antigues creences paganes no s'havien abandonat totalment.
En la clàusula 21 del codi s'especifica que un ceorl («home lliure») havia de trobar tres homes de la seva classe per a declarar a favor seu en un judici. Les lleis d'Ine eren més restrictives en aquest sentit, ja que requerien que una persona d'alt rang declarés a favor d'un acusat perquè una persona pogués ser exculpada, fos quina fos la classe social de l'acusat. Això va ser un pas enrere respecte a les legislacions anteriors en què el testimoni d'un familiar era acceptat per exculpar algú.

## Mort i successió
A la seva mort Wihtred va deixar Kent als seus tres fills: Æthelberht II, Eadberht I i Alric. La cronologia del regnat de cadascun d'ells no està clara i només es tenen documents sobre Æthelbert i Eadbert en els anys següents, potser el govern va estar compartit més que una veritable successió. Després de la mort de Wihtred, i que Ine de Wessex marxés a Roma l'any següent, Æthelbald de Mèrcia va esdevenir el rei hegemònic dels estats anglosaxons del sud de la Gran Bretanya.